# Bolat Schumabekow
Bolat Serikuly Schumabekow (kasachisch Болат Серікұлы Жұмабеков, russisch Булат Серикович Жумабеков Bulat Serikowitsch Schumabekow; * 5. November 1972 in Kuibyschew, Kasachische SSR) ist ein kasachischer Politiker.

## Leben
Bolat Schumabekow wurde 1972 im Dorf Kuibyschew im heutigen Nordkasachstan geboren. Er erwarb 1995 einen Hochschulabschluss in Agrarwissenschaften am Landwirtschaftlichen Institut Aqmola. Einen weiteren Abschluss in Rechtswissenschaften erlangte er 2006 an der Staatlichen Universität Nordkasachstan.
Seine berufliche Laufbahn begann er 1995 in einem landwirtschaftlichen Betrieb. Dort arbeitete er zwei Jahre lang, bevor er für die Verwaltung des Audan Timirjasew in Nordkasachstan tätig war. Hier war er von 1998 bis 1999 Vorsitzender des Landverwaltungsausschusses des Bezirks. Von 2005 bis 2007 war er Leiter der Landwirtschaftsabteilung des Bezirks Timirjasew und im März 2007 wurde er zum Äkim dieses Bezirks ernannt. Dieses Amt übte er bis April 2009 aus, bevor er anschließend in der Verwaltung des Gouverneurs von Nordkasachstan arbeitete. Im September 2011 wurde er stellvertretender Äkim (Gouverneur) von Nordkasachstan. Am 1. Februar 2012 wurde er Bürgermeister der Stadt Petropawl. Als solcher leitete er die Geschicke der Stadt bis zum 6. Mai 2013. Von Anfang 2014 an war Schumabekow kaufmännischer Direktor einer Firma in Astana und ab August des Jahres Äkim des Audan Qysylschar in Nordkasachstan. Von Januar 2018 bis April 2019 war er Äkim des Audan Ghabit Müssirepow.
Seit dem 12. April 2019 war er erneut Bürgermeister der Stadt Petropawl. Am 22. Juni 2022 trat Schumabekow ohne Angabe von Gründen vom Bürgermeisteramt zurück; danach verschwand er für knapp zwei Jahre aus der Öffentlichkeit. Im Februar 2024 wurde bekannt, dass er Vorstandsvorsitzender des staatlichen Agrarunternehmens KazAgrEx wurde.